# Arroyo Catalán Seco
Der Arroyo Catalán Seco ist ein Fluss im Norden Uruguays.
Er entspringt auf dem Gebiet des Departamento Artigas in der Cuchilla de Belén nördlich der Quelle des Arroyo Sepulturas bzw. nordöstlich derjenigen des Arroyo Catalán Grande nahe der westlich verlaufenden Ruta 30. Von dort fließt er nach Norden in Richtung der Cuchilla de Catalán, passiert östlich den Cerro del Zorro und den Cerro del Cabo Juan und knickt schließlich nach Nordwesten ab. Er mündet sodann als rechtsseitiger Nebenfluss im Arroyo Catalán Grande.